# Oktavregel
Die Oktavregel ist eine seit dem frühen 18. Jahrhundert überlieferte Anweisung, die ursprünglich die improvisatorische Realisierung unbezifferter Basslinien erleichtern sollte. Sie hält fest, welcher Akkord üblicherweise über einem Basston gespielt wird
- je nach der Position dieses Basstons in der jeweils herrschenden Dur- oder Mollskala („Oktave“) und
- je nachdem, ob dieser Basston schrittweise an- oder absteigt.

So schreibt die Oktavregel z. B. über dem 6. Ton der Tonleiter (z. B. in G-Dur: E), dem ein Sekundschritt zum 5. Ton der Tonleiter folgt, einen Sextakkord oder Terzquartakkord mit großer Sexte vor (also mit G, Cis und eventuell auch A). Geht ein solcher 6. Ton aber schrittweise aufwärts, schreibt die Oktavregel hingegen einen leitereigenen Sextakkord (also mit kleiner Sexte) vor (in G-Dur: E-G-C).
Da Klavierspiel vorgegebener Kompositionen, Generalbassspiel, Improvisation und Komposition erst im Laufe des 19. Jahrhunderts zunehmend als getrennte Bereiche galten, spielte die Oktavregel bis dahin in der Didaktik jeder dieser Tätigkeiten eine Rolle. Insbesondere seit Wolfgang Buddays Harmonielehre Wiener Klassik (2002) wird sie in der (hochschulischen) Musikausbildung im deutschsprachigen Raum erneut verstärkt beachtet.

## Begriff
Der Ausdruck Oktavregel geht zurück auf den französischen Terminus règle des octaves, der 1716 von François Campion eingeführt wurde. Seine Übertragung ins Deutsche ist im Musiklexikon Heinrich Christoph Kochs (1802) nachweisbar. Im 18. Jahrhundert wurden allerdings sehr unterschiedliche Bezeichnungen verwendet (sofern das Satzmodell überhaupt explizit benannt wurde). Johann David Heinichen, der sich in Der General-Bass in der Composition (1728) ausführlich mit dem Thema auseinandersetzt, spricht von dem Schema einer Tonart. Bei italienischen Musikern (z. B. Fedele Fenaroli) ist oft schlicht von der scala die Rede. Die Bezeichnung  scala ist besser nachvollziehbar, denn die Oktave als Intervall spielt bei der Oktavregel kaum eine Rolle und führt oft zu Missverständnissen dieser Lehrmethode.

## Varianten
Bei Campion und Fenaroli hat die Oktavregel diese Gestalt:
Dur:
Moll (melodisches Moll):
Demnach wird der 4. Ton der Skala, wenn er aufwärts schreitet, mit einem Quintsextakkord und, wenn er abwärts schreitet mit einem Sekundakkord harmonisiert. Der 6. Ton der Skala, wenn er aufwärts schreitet, mit einem Sextakkord und, wenn er abwärts schreitet, mit einem Terzquartakkord mit großer Sexte begleitet.
Unterschiede gegenüber dieser Variante bieten andere Quellen in bis zu drei Punkten:
- Sextakkorde anstelle der Terzquartakkorde
- Steigende 4. Stufe: Terzquint- statt Quintsextakkord
- Steigende 7. Stufe: Sext- statt Quintsextakkord

## Anwendungsbeispiel
Anhand dieser Basslinie soll gezeigt werden, wie die Oktavregel angewendet wird:
Um die Oktavregel auf einen solchen Bass anzuwenden, muss jede Note der Basslinie einer Dur- oder Molltonart zugeordnet werden. So wird festgehalten, welche Tonleiterstufe jeweils vorliegt. Hierbei sind unter Umständen verschiedene Deutungsmöglichkeiten denkbar. So könnte z. B. das D am Ende des 5. Taktes „noch“ in h-Moll verstanden werden und wäre dann eine 3. statt einer 5. Stufe.
Die Akkorde, welche die Oktavregel für jede Tonleiterstufe vorschreibt, unterscheiden sich wie erwähnt bei einigen Stufen je nach der Bewegungsrichtung des Basses. Das C in Takt 1 z. B. ist eine 4. Stufe, die abwärts schreitet: Für diese Situation schreibt die Oktavregel einen Sekundakkord vor. Das G in Takt 3 hingegen ist eine 4. Stufe, die aufwärts schreitet: Für diese Situation schreibt die Oktavregel einen Quintsextakkord vor.
Die vierstimmige Realisierung der Generalbassbezifferung, die anhand der Oktavregel gefunden werden kann, könnte schließlich wie im folgenden Beispiel aussehen. Damit dieses „Aussetzen“ der Bezifferung zu einem stilistisch überzeugenden Ergebnis führt, müssen Prinzipien der Stimmführung und der Dissonanzbehandlung berücksichtigt werden, die dem Bereich der Kontrapunktlehre angehören.
In der Praxis erfolgen die einzelnen Schritte allerdings nicht wie hier dargestellt in verschiedenen Durchläufen: Vielmehr geschehen das Identifizieren der Tonleiterstufe einer Bassnote bzw. des vorliegenden Tonleiterausschnitts und das Greifen der dazugehörigen Akkorde jeweils gleichsam unmittelbar nacheinander. Eine wichtige Übung dazu ist das Spielen der Oktavregel (in ihrer Darstellung als harmonisierte Dur- oder Molltonleiter auf- und abwärts oder von Ausschnitten daraus, z. B. die Folge 5.-6.-7.-1. Stufe) in verschiedenen Tonarten.
Außerdem ist es wichtig zu betonen, dass nicht jede Basslinie anhand der Oktavregel sinnvoll harmonisiert werden kann: Eine Basslinie kann zahlreiche Patterns wie Sequenzen oder bestimmte Kadenzformen enthalten, die von der Oktavregel nicht „thematisiert“ werden. Diese müssen also jeweils einzeln erlernt werden, damit ihre Unterstimme in einem vorliegenden Bass erkannt und die dazugehörigen Oberstimmen bzw. Akkordfolgen abgerufen werden können.

## Ursprung und Rezeption
Als historische Hintergründe der Oktavregel gelten der improvisierte Kontrapunkt (contrapunto alla mente) sowie die römischen und neapolitanischen Generalbass- bzw. Partimento-Traditionen des 17. Jahrhunderts. Demnach ist weder ein konkreter „Erfinder“ noch eine definitive Form des Satzmodells auszumachen. Nach Jean-Jacques Rousseau habe Etienne Denis Delair diese „formule harmonique“ 1700 als Erster veröffentlicht. Als prominente frühe Formulierungen gelten außerdem die Darstellungen von Francesco Gasparini (1708) und Antonio Philippo Bruschi (1711). Auch die Generalbasslehre von Lorenzo Penna (1684) enthält verschiedene Satzmodelle, die in der Oktavregel aufgehoben sind, z. B.:
Fast alle führenden Musiktheoretiker des 18. Jahrhunderts haben die Oktavregel als musikalisches Grundlagenwissen vermittelt. Die Schrift Anfangs-Gründe des Generalbasses des Bachschülers Lorenz Christoph Mizler (1739) demonstriert ihre Bedeutung im Umfeld Johann Sebastian Bachs. Auch dessen Sohn Carl Philipp Emanuel Bach stellt die Oktavregel im Rahmen einer umfassenden Lehre von der Improvisation in seinem Versuch über die wahre Art das Clavier zu spielen vor. Diese Tradition erstreckt sich bis weit ins 19. Jahrhundert (u. a. Ludwig van Beethoven, Luigi Cherubini, Josef Gabriel Rheinberger). Wie Wolfgang Budday gezeigt hat, können sich die Oktavregel und die Funktionstheorie sinnvoll ergänzen. Das Potenzial der Oktavregel im Hinblick auf eine eigenständige Analysemethodik hat insbesondere Ludwig Holtmeier herausgearbeitet.